# Бафос
Ложный пафос, или бафос (греч. βάθος, букв. «глубина») — литературный термин, введенный Александром Поупом в эссе 1727 года «Peri Bathous» для описания забавных неудачных попыток возвышенного (то есть пафоса). В частности, ложный пафос связан с антиклимаксом, резким переходом от высокого стиля или темы к вульгарному. Он может быть как случайным (художественная несостоятельность), так и намеренным (для создания комического эффекта). Намеренный ложный пафос появляется в сатирических жанрах, таких, как бурлеск и ироикомедии. Бафос или батетика используется также для аналогичных эффектов в других областях искусства, например, в музыке, где такие пассажи называются ridicolosamente. В кино ложный пафос может появиться в результате контрастного монтажа, предназначенного для разрядки смехом, или получиться путём случайной резкой смены кадров.

## Примеры

### Традиционные
Поэма Альфреда Теннисона «Энох Арден», заканчивается следующими строками (дословный перевод):
Так ушла эта сильная героическая душа.

И когда его хоронили, этот маленький порт

Редко видал похороны дороже.
После строф, написанных возвышенным поэтическим языком, Теннисон двумя короткими строками завершает пафосный рассказ прозаической деталью. Эффект выдергивает читателя из поэтического мира, одновременно предлагая размышление о неизбежности смерти и преходящести подвигов.

Интересно, что Густав Шпет в русском переводе отказывается от ложного пафоса и пытается найти более высокопарные слова:
Так эта славная душа ушла.

Когда его на кладбище несли,

Порт не видал торжественней обряда.
Музыкальный пример можно найти в Октете для духовых инструментов 1923 г. Игоря Стравинского. Первые две части и почти вся третья часть следуют традиционной классической структуре, хотя и с применением новаторских гармоний. Однако в последние пятнадцать секунд 25-минутного произведения музыка резко и эксцентрично меняется на популярную мелодию с ритмом и стилем современной музыки дансинг-холла.

### Современные
Современные примеры часто принимают форму сравнений, написанных так, чтобы казаться непреднамеренно смешными:
- «Неделя 310: Как будто» в колонке юмористического конкурса «The Style Invitational» газеты «Вашингтон пост» (14 марта 1999), посвященная юмористическим сравнениям, иногда содержит бафос, например:

Балерина грациозно поднялась на пуанты и вытянула стройную ногу назад, как собака на пожарный гидрант.
Конкурс Бульвер-Литтона на худшее начало романа представляет пурпурную прозу, временами также демонстрируя бафос:
Им осталась только одна ночь вместе, и они обнялись так сильно, как тот переплетенный сыр с двумя ароматами, оранжевый и желтовато-белый, оранжевый, скорее всего, пресный чеддер, а белый . . . моцарелла, хотя, вполне возможно, и проволоне, или просто обычный американский сыр, поскольку на вкус он не так уж и отличается от оранжевого, хотя нас и хотят заставить поверить, что отличается, просто крася его в разные цвета.
Марианн Симмс, Wetumpka, AL (победитель 2003 г.)
Легендарный комментатор дартса Сид Уодделл прославился своими остротами, в том числе таким примером ложного пафоса:
«Когда Александру Македонскому было 33, он плакал горькими слезами, потому что для покорения больше не осталось миров….. Бристоу всего 27.»